# サンボーン郡
座標: 北緯44度03分 西経98度09分 / 北緯44.050度 西経98.150度
サンボーン郡（サンボーンぐん、英: Sanborn County）は、アメリカ合衆国のサウスダコタ州にある郡。2000年時点の人口は2,675人で、郡庁所在地はウーンソケット (Woonsocket)。

## 地理
アメリカ合衆国国勢調査局によると、この郡は総面積1,477 km2 (570 mi2) である。このうち1,474 km2 (569 mi2)が陸地で、3 km2 (1 mi2) が川や湖などの水地域である。総面積のうちの0.21%が水地域となっている。

### 郡区
この郡は下記の16郡区から成る。
| - アフトン (Afton) - ベネディクト (Benedict) - バトラー (Butler) - ダイアナ (Diana) - エリオット (Elliott) - フロイド (Floyd) - ジャクソン (Jackson) - レッチャー (Letcher) | - ローガン (Logan) - オナイダ (Oneida) - ラベンナ (Ravenna) - シルバークリーク (Silver Creek) - ツインレイク (Twin Lake) - ユニオン (Union) - ウォーレン (Warren) - ウーンソケット (Woonsocket) |

### 幹線道路
- 州道34号線
- 州道37号線
- 州道224号線

### 隣接する郡
- ビードル郡（北）
- マイナー郡（東）
- ハンソン郡（南東）
- デイビソン郡（南）
- オーロラ郡（南西）
- ジェロールド郡（西）

## 人口動静

2000年国勢調査時の郡の人口ピラミッド

2000年の国勢調査によると、サンボーン郡には2,675人、1,043世帯、及び732家族が暮らしている。人口密度は2/km2 (5/mi2) で、1/km2 (2/mi2) の平均的な密度に1,220軒の住居が建っている。この郡の人種の構成は白人98.88%、黒人（アフリカ系アメリカ人）0.04%、先住民0.30%、アジア系0.37%、太平洋諸島系0.04%、その他の人種0.11%、および混血0.26%で、1.01%の人々がヒスパニックまたはラテン系である。
サンボーン郡に住む1,043世帯のうち、30.30%は18歳未満の子供と暮らしており、61.50%は夫婦で生活している。4.90%は未婚の女性が世帯主であり、29.80%は家族以外の住人と同居している。25.40%は独居で、全世帯の12.70%は65歳以上の独居老人世帯である。1世帯あたりの平均人数は2.53人であり、家庭の場合は3.07人である。
郡の住民は25.70%が18歳未満の子供で、18歳以上24歳以下が7.70%、25歳以上44歳以下が23.70%、45歳以上64歳以下が23.40%、および65歳以上が19.50%となっている。平均年齢は41歳である。女性100人に対して男性は107.20人いて、18歳以上の女性100人に対しては男性は104.70人いる。
郡の世帯ごとの平均収入は33,375米ドルで、家族ごとでは38,256米ドルである。男性の25,951米ドルに対して女性は18,482米ドルの平均的な収入がある。この郡の一人当たりの収入 (per capita income) は18,301米ドルである。総人口の14.90%、家族の11.00%は貧困線以下である。18歳未満の子供の22.10%および65歳以上の14.30%は貧困線以下の生活を送っている。

## 都市および町
- アーテジアン (en:Artesian, South Dakota)
- カスバート (Cuthbert)
- フォレストバーグ (Forestburg)
- レッチャー (en:Letcher, South Dakota)
- ウーンソケット (en:Woonsocket, South Dakota)